# Christoph 9
Christoph 9 ist der Funkrufname eines vom Bundesministerium des Innern an der Duisburger Berufsgenossenschaftlichen Unfallklinik im südlichen Stadtteil Buchholz betriebenen Rettungshubschraubers. Die dreiköpfige Besatzung fliegt jährlich bis zu 1.300 Einsätze im Umkreis von 50 Kilometern um das am 16. September 1975 eröffnete Luftrettungszentrum im Duisburger Süden. Seit einer Euregio-Kooperation im Jahr 2003 wird Christoph 9 auch zu grenzüberschreitenden Einsätzen in den Niederlanden alarmiert. Im Februar 2008 wurde ein neuer Hubschrauber vom Typ Eurocopter EC 135 T2i in Dienst gestellt, der die zwölf Jahre alte BO 105 ersetzte.

## Geschichte

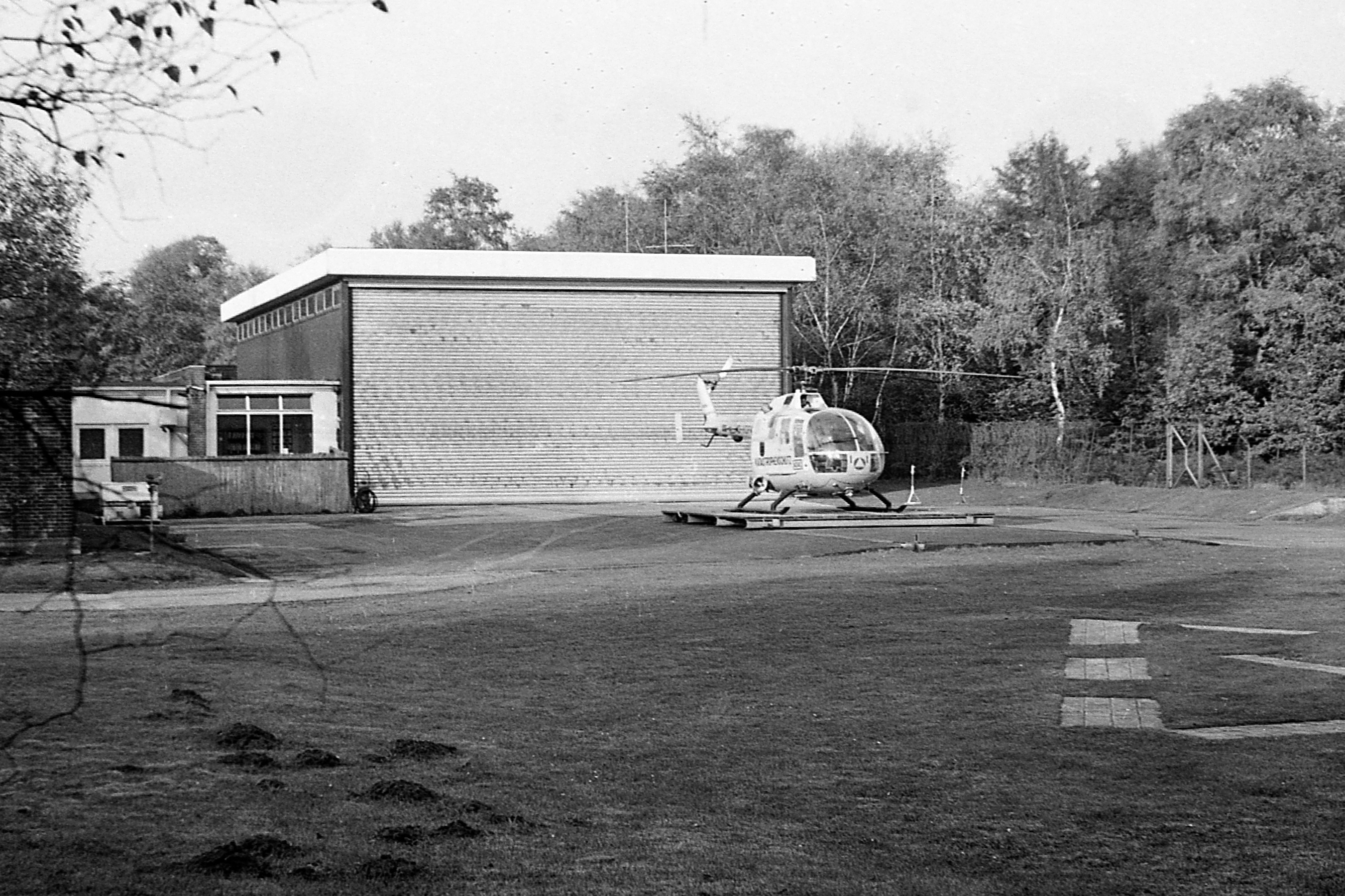
Der alte Christoph 9 am Hangar, ca. 1978

Im Rahmen des Aufbaus eines flächendeckenden Luftrettungsdienstes wurde am 16. September 1975 das Luftrettungszentrum Duisburg als neuntes in Deutschland eröffnet, weshalb der Rettungshubschrauber den BOS-Funkrufnamen „Christoph 9“ erhielt. Als erste Maschine wurde in Duisburg eine Bölkow Bo 105 eingesetzt. Kurzzeitig für knapp einen Monat versah im Sommer 1978 eine Bell UH-1D der Heeresflieger ihren Dienst, sie wurde jedoch wieder durch einen Zivilschutz-Hubschrauber BO 105 ersetzt. Ab 1995 flog als Christoph 9 dann ein modernisierter Hubschrauber in der Version CBS-5 des gleichen Typs. Die neue Maschine hatte verbesserte Leistungsdaten und war u. a. 25 Zentimeter länger.
Am 1. Oktober 2003 wurde im Rahmen eines geförderten Euregio-Projektes eine Kooperation in der grenzüberschreitenden Luftrettung geschlossen. Es wurde vereinbart, dass der niederländische Rettungshubschrauber Lifeliner 3, der im 24-Stunden-Dienst von der ANBW Medical Air Assistance (MAA) betrieben wird, in Deutschland eingesetzt werden kann. Im Gegenzug kann Christoph 9 zu Einsätzen in den Niederlanden alarmiert werden.
Nach über 30 Jahren und fast 30.000 Einsätzen wurde die BO 105 endgültig außer Dienst genommen und durch einen Eurocopter EC 135 T2i ersetzt.

## Aufgaben und Einsätze

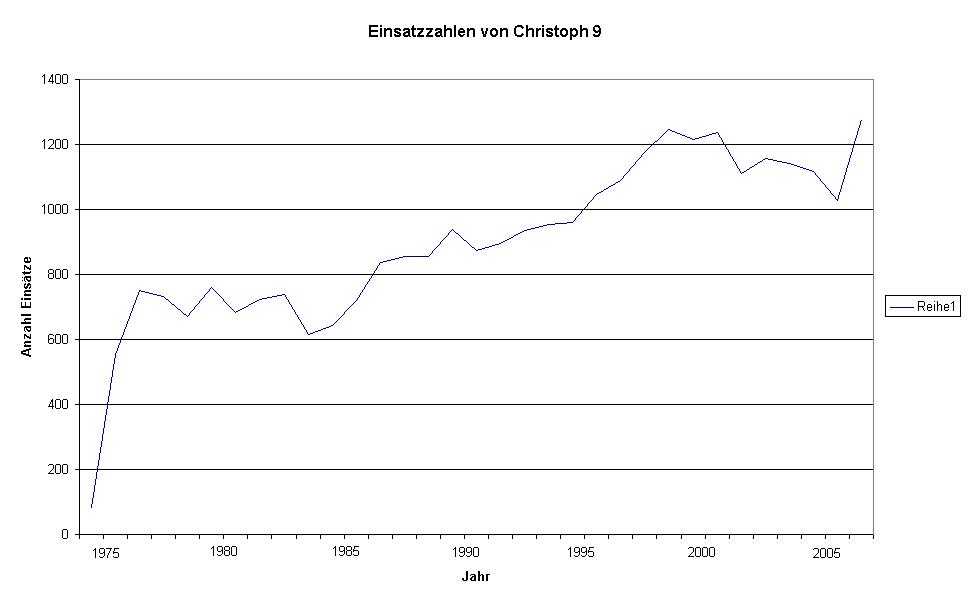
Entwicklung der Einsatzzahlen von Christoph 9

Im ursprünglichen Sinn dienen Rettungshubschrauber dem Katastrophen- und Zivilschutz. Da derartige Einsätze jedoch sehr selten vorkommen, erlaubt das Bundesministerium des Innern den Einsatz von Christoph 9 auch zur Luftrettung. Zu den Hauptaufgaben der Luftrettung gehören der schnelle Transport der medizinischen Helfer und ein schonender Transport schwer verletzter oder erkrankter Personen in (Spezial-)Kliniken. Eingesetzt wird der Hubschrauber auch zum Transport von Spenderorganen, Rettungshunden, zur Wasserrettung, für Überwachungsflüge bei Waldbränden und Notfalleinsätze auf Binnenschiffen. Pro Jahr werden über 1000 Patienten versorgt, in 35 % aller Fälle erfolgt ein Transport mit dem Hubschrauber.
Von der Eröffnung des Luftrettungszentrums im September 1975 bis Ende Oktober 2010 flog Christoph 9 über 33.000 Einsätze, in über 25.200 akuten Notfällen musste ärztliche Hilfe geleistet werden. 8020 Einsätze fielen in die Kategorie internistische Notlagen, 5902 mal wurde der Hubschrauber nach Verkehrsunfällen alarmiert. Darüber hinaus wurden die Luftretter zu 4694 sonstigen Einsätzen gerufen. 40 % seiner Einsätze flog Christoph 9 in Duisburg, bei ungefähr jedem fünften Einsatz handelt es sich um einen Falschalarm.
Im ersten Jahr waren es für Christoph 9 nur 83 Einsätze, bis Mitte der 1980er Jahre stiegen die Einsatzzahlen auf 650 bis 750 pro Jahr, bis 1995 erfolgte ein Anstieg auf etwa 950 Alarmierungen. Seit 1996 liegen die jährlichen Einsatzzahlen im vierstelligen Bereich. Mit 1276 Einsätzen im Jahr 2007 wurde ein neuer Höchststand für den Luftrettungsstandort Duisburg erreicht.
Die Besatzung des Christoph 9 wird von der Rettungsleitstelle (RLS) der Feuerwehr „Florian Duisburg“ per Funkmeldeempfänger alarmiert. Neben dem Notruf 112 ist Christoph 9 über die Rufnummer 6 33 34 zu erreichen, die hauptsächlich von anderen Leitstellen gewählt wird.
Bei der Wasserrettung arbeitet die Mannschaft von Christoph 9 eng mit der Taucherstaffel der Berufsfeuerwehr Duisburg zusammen. Im Notfall wird der Hubschrauber mit drei Tauchern besetzt (Taucheinsatzführer, Sicherungstaucher und Rettungstaucher). Da eine reale Ermittlung der Wassertiefe aus dem Hubschrauber nicht möglich ist, steigen die Taucher im Allgemeinen nicht über dem Wasser aus, sondern werden am Ufer, beziehungsweise einem geeigneten Landeplatz abgesetzt.

## Hubschrauber

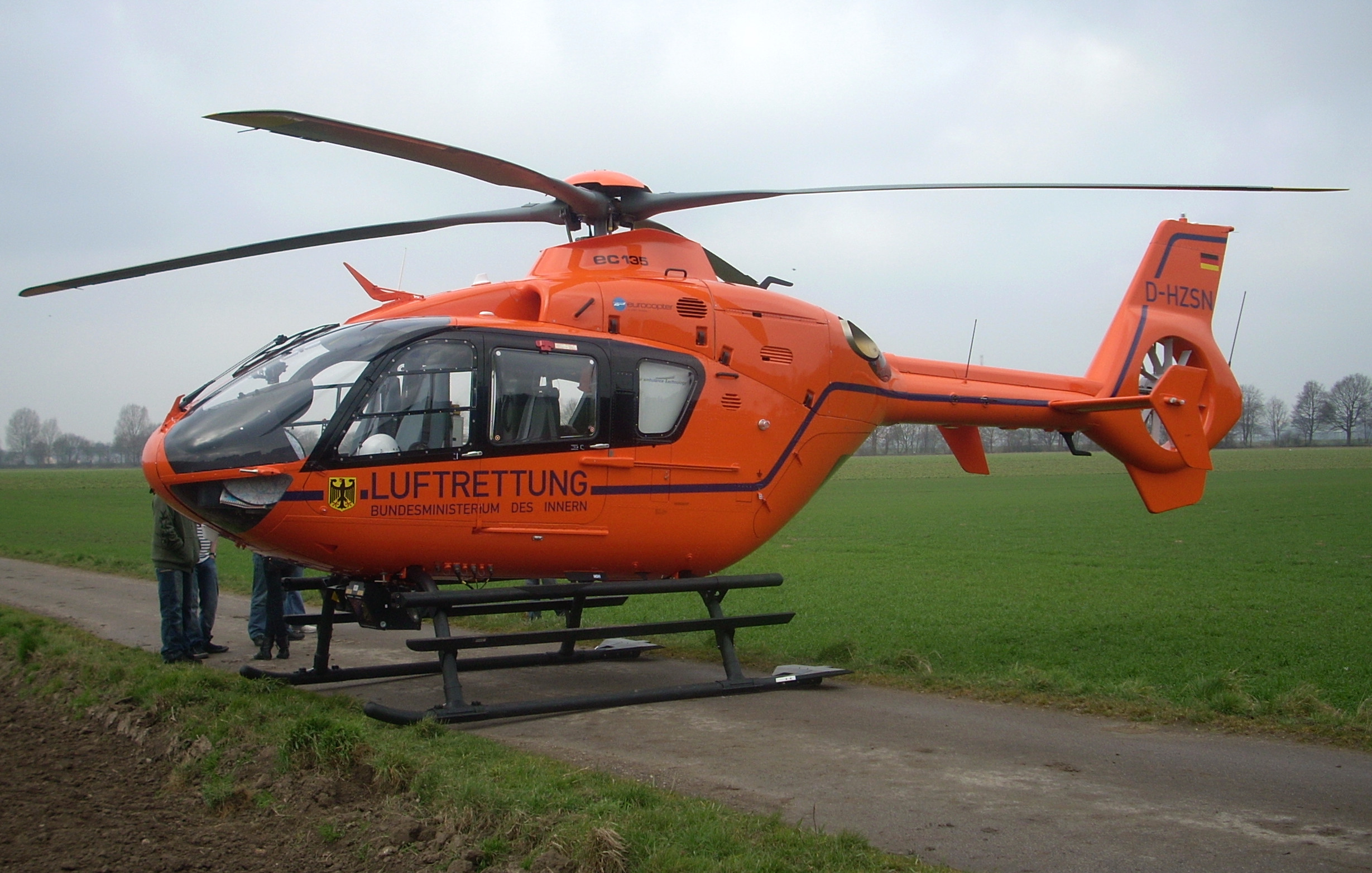
2008 ersetzte der EC 135 die BO 105

Seit Februar 2008 ist am Luftrettungsstandort Duisburg ein Eurocopter EC 135 T2i stationiert. Die etwa 6,5 Millionen Euro teure Maschine (inklusive der medizinischen Ausstattung) hat eine Fluggeschwindigkeit von 240 Kilometern pro Stunde (km/h) und ist damit 10 km/h schneller als der Vorgänger. Der Verbrauch liegt bei 225 Litern Kerosin pro Flugstunde. Zu den technischen Besonderheiten des EC 135 gehören das Hinderniswarnsystem Hellas, um beispielsweise Hindernisse wie Freileitungen frühzeitig zu erkennen, und das Antikollisionssystem TAS. Der größte Vorteil der neuen Maschine ist die Größe des Kabineninnenraums. Konnte der Notarzt im alten Hubschrauber nur den Oberkörper des Patienten erreichen, so erreicht er heute den oberen Teil des Körpers bis zu den Knien. Die medizinische Ausrüstung des Rettungshubschraubers entspricht im Wesentlichen der eines Notarzteinsatzfahrzeugs (NEF). Obwohl der neue Hubschrauber nachtflugtauglich ist, wird Christoph 9 nur von Sonnenauf- bis Sonnenuntergang eingesetzt, frühestens ab 7 Uhr morgens. Nachts erreicht der Hubschrauber eine Einsatzstelle nicht so schnell wie tagsüber, da die Suche nach einem sicheren Landeplatz oft zusätzliche Zeit in Anspruch nimmt.

## Besatzung
Die Besatzung wird aus drei Mitgliedern gebildet:
- Pilot
- Notarzt
- HEMS Crew Member (Notfallsanitäter)

Die Piloten des Rettungshubschraubers werden von der Bundespolizei-Fliegerstaffel Sankt Augustin (früher: West) gestellt, die auch für alle flugbetrieblichen Angelegenheiten zuständig ist. Bei den Notärzten handelt es sich um Ärzte, die an der Berufsgenossenschaftlichen Unfallklinik Duisburg beschäftigt sind. Sie leisten den zusätzlichen Dienst als Notarzt freiwillig. Leitender Hubschrauberarzt ist Daniel Schwarze (Stand Oktober 2014). Die Notfallsanitäter sind Mitarbeiter der Feuer- und Rettungswache 7 in Duisburg-Buchholz mit einer speziellen Ausbildung zur Luftrettung (HCM = HEMS Crew Member). Insgesamt gehören zur Mannschaft des Christoph 9 zehn Piloten, zwölf Rettungsassistenten und dreizehn Notärzte.

## Standort

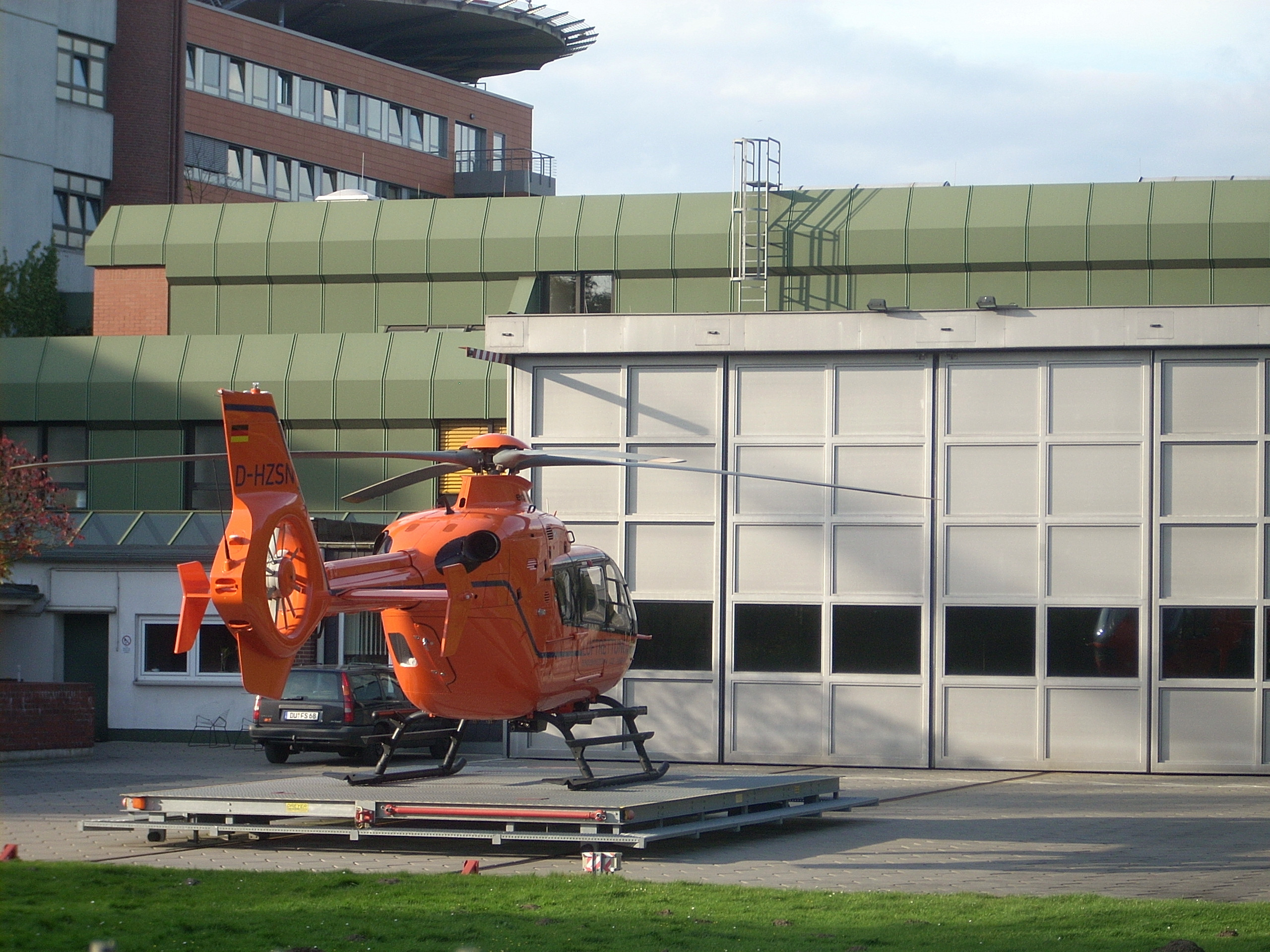
Der EC 135 ist an der Berufsgenossenschaftlichen Unfallklinik in Duisburg-Buchholz stationiert

Stationiert ist der Rettungshubschrauber Christoph 9 an der Berufsgenossenschaftlichen Unfallklinik Duisburg im Stadtteil Buchholz. Die 1957 eröffnete Klinik gehört heute zu Deutschlands führenden Krankenhäusern im Bereich der Unfallchirurgie und orthopädischen Chirurgie. Daneben verfügt diese über weitere Fachrichtungen wie die Klinik für Handchirurgie, Plastische Chirurgie und Schwerbrandverletzte sowie Neurologie, innere Medizin, Radiologie, Anästhesie und Konsiliarbereiche.
Das Luftrettungszentrum befindet sich hinter dem Gebäude des Krankenhauses. Es verfügt über Aufenthaltsräume für Piloten und Rettungsassistenten, einen Hangar und einen Landeplatz. Auf dem Dach der Klinik befindet sich ein weiterer Landeplatz.

## Einsatzgebiet
Das Einsatzgebiet des Rettungshubschraubers umfasst weite Teile des Niederrheins und des westlichen Ruhrgebietes sowie das deutsch-niederländische Grenzgebiet zwischen Venlo und Arnheim. Innerhalb von maximal 15 Minuten erreichen die Luftretter jeden Punkt im Einsatzgebiet. Im Katastrophenfall wird der Rettungshubschrauber auch außerhalb des Einsatzgebietes eingesetzt.
Die im Einsatzgebiet liegenden Städte Bottrop, Duisburg, Düsseldorf, Essen, Krefeld, Wuppertal, Mönchengladbach, Mülheim an der Ruhr und Oberhausen, sowie die Kreise Kleve, Mettmann, Neuss, Wesel und Viersen sowie der Provinz Limburg in den Niederlanden bilden zudem die Trägergemeinschaft des Luftrettungszentrums, dessen Aufgabe die Unterhaltung des Hubschraubers ist. Mit ihrer Berufsfeuerwehr bildet die Stadt Duisburg den Kernträger.

## Förderverein
Der Förderverein Freunde und Förderer des Rettungshubschraubers „Christoph 9“ Duisburg e. V. existiert seit dem Jahr 2004. Er wurde in Zeiten knapper Haushaltskassen gegründet und verfolgt das Ziel, trotz finanzieller Probleme die Qualität von Ausrüstung und Ausbildung auf hohem Niveau zu halten.
Der Verein unterhält unter anderem auch die private Internetseite von „Christoph 9“.